# 鄭韜光
郑韬光（861年—940年8月17日），字龙府，唐朝末年至五代十国后梁、后唐、后晋官员，洛京清河人。
郑韬光出自荥阳郑氏。曾祖鄭絪，唐朝宰相。祖父郑祗德，国子祭酒、兵部尚书，赠太傅。父亲鄭颢，为状元、驸马，河南尹，赠太师。郑韬光是唐宣宗的外孙，母亲万寿公主，出生三日，就被赐一子出身，银章朱绂。长大后，相貌堂堂，神爽气澈，不妄自喜怒，秉执名节，为士族所称道。在唐朝，自京兆府参军历任秘书郎、集贤校理、太常博士、虞部员外郎、比部员外郎、司门戶部郎中、河南京兆少尹、太常少卿、諫議大夫、給事中。后梁贞明年间，请求休退，上表时因为漏名，贬授宁州司马。唐庄宗平后梁，郑韬光历任工部侍郎、礼部侍郎、刑部侍郎。天成、长兴年间，历任尚书左右丞。后晋建立后，以户部尚书致仕。从襁褓到退休，事奉十一君（唐懿宗、唐僖宗、唐昭宗、唐哀帝、梁太祖、梁末帝、唐庄宗、唐明宗、唐闵帝、唐末帝、晋高祖），超过七十年，任职没有官方问责，没有私过，三次持使节，不辱君命，对于士大夫全都恭己接纳。晚年背驼，时人说他郑伛不迂腐。平生交友之中无怨恨，亲族之间无爱憎，恬和自如，性情崇尚平简，退归洛阳，满意终老。天福五年七月十二乙亥日，郑韬光因病去世，年八十岁，赠右仆射。